# Yichenggong
Yichenggong är en socken i Kina. Den ligger i provinsen Liaoning, i den nordöstra delen av landet, omkring 320 kilometer väster om provinshuvudstaden Shenyang. Antalet invånare är 6 179. Befolkningen består av 3 003 kvinnor och 3 176 män. Barn under 15 år utgör 15,0 %, vuxna 15-64 år 75 %, och äldre över 65 år 8,0 %.
Genomsnittlig årsnederbörd är 652 millimeter. Den regnigaste månaden är juni, med i genomsnitt 163 mm nederbörd, och den torraste är januari, med 2 mm nederbörd.